# Jermekejevói járás

A Jermekejevói járás elhelyezkedése Baskírföldön

A Jermekejevói járás (oroszul: Ермекеевский район [Jermekejevszkij rajon], baskír nyelven: Йәрмәкәй районы) Oroszország egyik járása a Baskír Köztársaságban, székhelye Jermekejevo falu.

## Népesség
- 1970-ben 28 753 lakosa volt, melyből 10 048 tatár (37,6%), 6537 baskír (24,4%).
- 1989-ben 18 155 lakosa volt, melyből 9877 tatár (54,4%), 2057 baskír (11,3%).
- 2002-ben 18 205 lakosa volt, melyből 8428 baskír (46,29%), 3699 tatár (20,32%), 2639 csuvas, 1922 orosz (10,56%), 687 mordvin, 534 udmurt.
- 2010-ben 17 162 lakosa volt, melyből 6 232 tatár (36,4%), 4 898 baskír (28,6%), 2 477 csuvas (14,5%), 2 021 orosz (11,8%), 575 mordvin, 517 udmurt, 71 ukrán, 18 fehérorosz, 16 mari.

| Lakosok száma | 18 205 | 16 723 | 16 604 | 17 162 | 16 766 | 16 193 | 16 046 | 15 909 | 15 737 | 15 259 |
|               | 2002   | 2008   | 2009   | 2010   | 2012   | 2014   | 2015   | 2016   | 2017   | 2021   |